# Eobrachycentrus gelidae
Eobrachycentrus gelidae is een schietmot uit de familie Brachycentridae. De soort komt voor in het Nearctisch gebied.